# Casa Orteu
La Casa Orteu és una obra de la Pobla de Segur (Pallars Jussà) inclosa a l'Inventari del Patrimoni Arquitectònic de Catalunya.

## Descripció
Antiga casa pairal que ha sofert diferents reformes i ampliacions. L'edificació es desenvolupa en quatre plantes i golfes. La planta més baixa, que es dona a la "corba del mirall", està travessada per un carrer cobert i ocupada per comerços.
L'accés al casal s'efectua per un portal renaixentista que desemboca a una escala central amb coberta de quatre vessants. El ritme d'obertures segueix l'alineació de l'antic palau renaixentista convertit en habitatges.

## Història
Es diu que aquesta casa fou la primera de La Pobla de Segur.